# Jastrebarsko
Jastrebarsko (Hongaars: Jasztrebarszka) is een stad in de provincie Zagreb, Kroatië. Het is gelegen in het zuidwesten van de stad Zagreb en in het noordoosten van de stad Karlovac.

## Bevolking
Het bevolkingsaantal van Jastrebarsko wordt geschat op 16.689 inwoners.

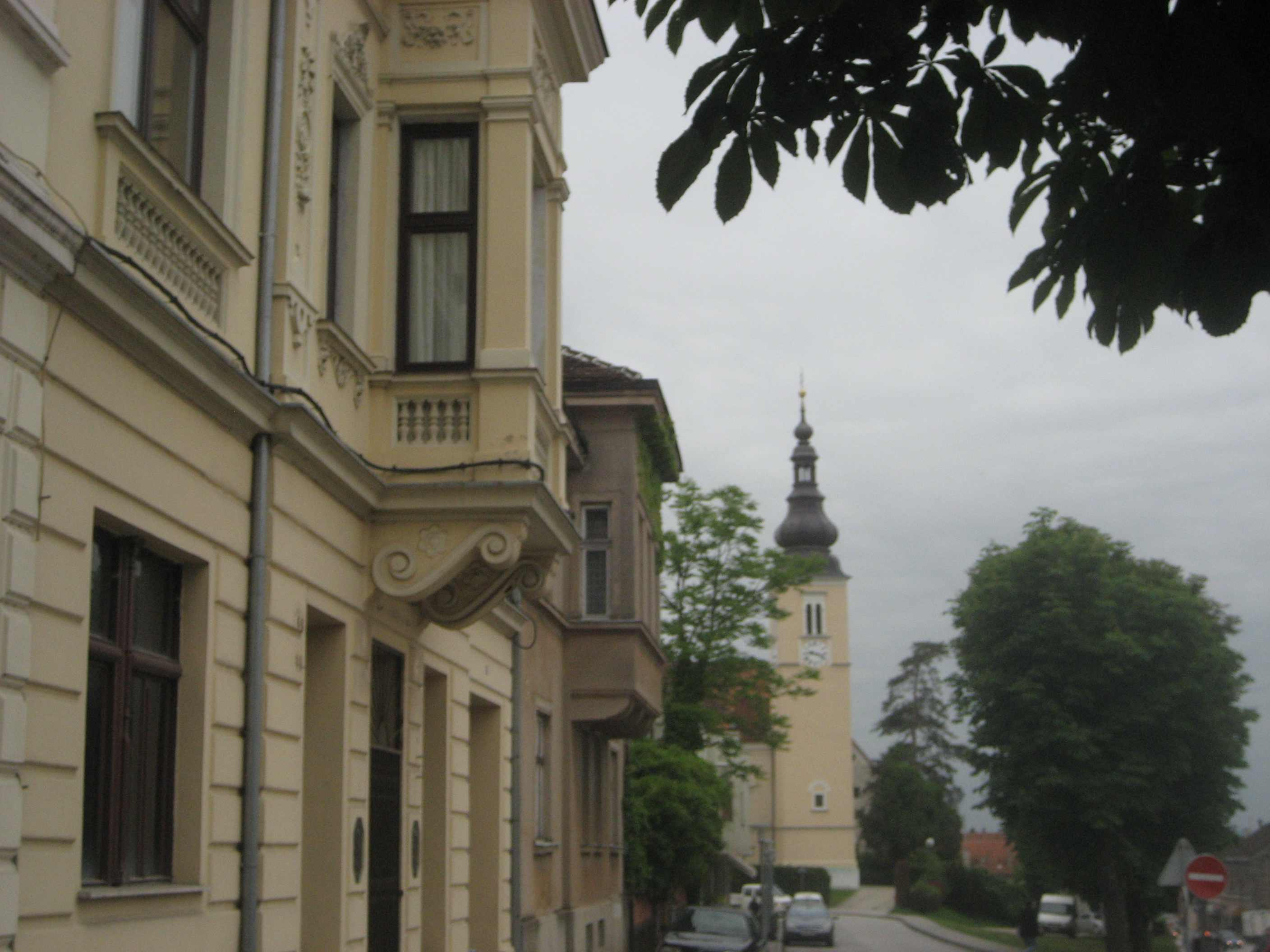
Jastrebarsko